# یولیا راسکینا
یولیا راسکینا (به انگلیسی: Yulia Raskina) ژیمناست زادهٔ ۹ آوریل ۱۹۸۲ میلادی اهل کشور بلاروس است.